# Град Ужице
Град Ужице је јединица локалне самоуправе у Златиборском округу на западу Србије. Простире се на површини од 667 km².
Седиште града као и округа је градско насеље Ужице. Град Ужице се састоји од 41 насеља: 2 градска (Севојно и Ужице) и 39 сеоска насеља. Ужице је од Београда удаљено 195 km.
Према подацима са последњег пописа 2022. године на територији града је живело 69.997 становника (према попису из 2011. било је 78.040 становника).

## Историја

### Древни век
Први становници овог краја Србије били су Илири (посебно племена Партини и Аутаријати). Гробља ових племена налазе се широм региона. Касније је регион ушао у Римско царство, постајући део провинције Далмације.

#### Средњи век и Османско царство
Средњи век обележио је долазак словенских племена, а касније и Срба из Беле Србије. Велики
За време владавине српског великог жупана Стефана Немање (1166-1196), ужичким крајем и околним областима на северу великожупанске Србије управљао је Немањин брат жупан Страцимир. Краљ Драгутин се одрекао власти у корист свог брата Милутина, који је, освојивши Мачванску област од угарског краља, створио Сремску краљевину и стао јој на чело.После Драгутинове смрти, освојене земље улазе у састав Србије. После смрти цара Стефана Душана, Ужица је дошла под контролу Војислава Војновича, којег је убрзо збацио Никола Алтомановић. Српски кнез Лазар и босански краљ Твртко I победили су Николу Алтомановића и поделили ове земље међу собом. Тако је Ужице било под контролом кнеза Лазара.
Ужице је пало под Османско царство 1463. године и улазило у састав Београдског пашалука до 1807. године, када га је ослободила српска војска током Првог српског устанка. Ужице је постало центар региона са много трговаца и занатлија. Тек од краја 19. века град се почео индустријски развијати.
Прве мале фабрике за производњу вунених ћебади и ствари од филца почеле су да се отварају у Ужицу 1868. године, а 1880. године отворена је фабрика кожне галантерије. Ужице је први град у Србији који је изградио хидроелектрану по законима Николе Тесле. Изграђена је 1900. године на реци Ђетиња.

## Ужичка република
Године 1941. Ужице су заузели партизани комунисти, који су га изабрали за престоницу Ужичке републике. Ова „република“ постојала је током јесени 1941. године у западном делу окупиране Србије.Ужичка република је заузела скоро цео западни део Србије, са укупном популацијом од преко 300 хиљада људи.
Налазио се између река Скрапеж на северу, Дрине на западу, Западне Мораве на истоку и Увца на југу.Тада су све фабрике које су радиле у Ужицу претворене за војне потребе; путеви и железница су и даље функционисали, штампале су се књиге и новине, док су дејства окупаторских снага била концентрисана у другим правцима.Новембра 1941. године немачка војска је поново окупирала ову територију, а већина партизана је побегла у Босну, Санџак и Црну Гору.

## Југословенско доба
У социјалистичкој Југославији Ужице је преименовано у Титово-Ужице. То је један од 8 градова преименованих у Титове градове. Године 1992. враћено је старо име.

## 1990-те године
Током 1990-их, привреда Ужица је била у паду због политичке нестабилности и рата.Године 1999. град је неколико пута гранатиран од стране НАТО авиона. Највећа разарања настала су 6. маја 1999. године, када је бомбардован велики број путева и аутопутева, аеродрома, цивилних објеката и државних зграда. После дугог бомбардовања, хиљаде становника Ужица изашло је на главни трг, протестујући против бомбардовања, разарања града и убијања цивила.

## Град Ужице данас
Данас је Ужице центар економског развоја региона. Индустрије које се највише развијају су обојена металургија и текстилна индустрија. Ужице са општином обезбеђује 30% укупне производње у целом региону, а највећи део производње се извози.Поред индустрије, у Ужицу се развијају и индустрије као што су изградња кућа и цивилних установа, саобраћај, трговина, пољопривреда, банкарство, медицинска нега итд.

## Административна подела
У административном смислу, град Ужице је подељен на две градске општине: Севојно и Ужице.

## Демографија
Према попису становништва из 2011. године град Ужице има 78.040.
Град Ужице има најнижи природни прираштај у Златиборском округу. Разлика између наталитета и морталитета је -160 те је природни прираштај у овој општини -1,9 ‰ на годишњем нивоу (2004. год.).
Етничка структура:
- Срби 81.375 (98,02%)
- Црногорци 278 (0,33%)
- Југословени 149 (0,18%)
- остали 363 (0,37%)
- није се изјаснило 555 (0,67%)
- непознато 302 (0,36%)

## Култура
Ужице је град са богатом историјом. На главном тргу се налазе библиотека и позориште. У центру су и редакције новина, телевизијских и радио станица, као и неколико издавачких кућа. Народни музеј отвара врата културном и историјском благу града, а изложба овог блага приказује векове богате историје Ужица. Налази се на источној страни главне градске улице.
У граду постоји много статуа и споменика посвећених ужичким херојима, посебно у источном делу града, под називом Доваре. Ужичка гимназија је једна од најстаријих високошколских установа у Србији. У близини гимназије налази се неколико основних и средњих образовних установа. Милутин Ускоковић, ужички писац, признат је као аутор првог модернистичког романа у Србији.

## Познате личности
- Немања Видић – бивши капитен енглеског фудбалског клуба Манчестер јунајтед и репрезентације Србије
- Рудолф Рети – амерички музиколог и композитор[3]

## Атракције
Атракције
- Ужичка тврђава
- Електрана-музеј, изграђена по пројекту Николе Тесле
- Фабрика оружја и муниције у Ужицу
- Ужички шаран.

## Галерија
- Град Ужице
- Ужице
- Народно позориште Ужице
- Народна библиотека Ужице
- Ужице, Србија - Велика брана у кањону реке Ђетиње
- Ужице, Србија - река Ђетиња
- Панорама Ужица, Србија
- Спомен комплекс Кадињача
- Спомен комплекс Кадињача
- Спомен комплекс Кадињача
- Град Ужице, 1929. год.
- Ужице 1930. год.
- Поглед на Ужице